# Nixie-rør
Et nixie-rør er et specielt neonrør egnet som visningsenhed af cifre eller anden information. Glasrøret indeholder en metalnet anode og adskillige katoder, formet som cifre eller andre symboler. Nixie-røret er faktisk en slags glimlampe men med flere katoder. Når en katode tændes omgives den af et orange lysskær. Røret er fyldt med gas ved lavt tryk, sædvanligvis neon og ofte med en lille smule kviksølv eller argon, i en Penning-blanding.

Selom et nixie-rør ligner et elektronrør af udseende, fungerer det ikke ved hjælp af termionisk elektronudsendelse fra en opvarmet katode. Nixie-røret er derfor et koldkatode-rør (en form for gasfyldt rør), eller en variant af neonlampe. Nogle nixie-rør bliver sjældent over 40 °C selv under de hårdeste anvendelsesbetingelser ved stuetemperatur.

Den almindeligste form for nixie-rør har ti katoder formet som cifrene 0 til 9 (og af og til et decimal punktum eller to), men der er også typer som viser nogle bogstaver, tegn og symboler. Fordi cifrene og andre tegn er placeret bagved hinanden, ses hvert tegn i sin egen dybde, hvilket giver nixie baserede visningsenheder deres distinkte særpræg. En relateret visningsenhed er et pixie-rør, som anvender en hulmaske (eng. stencil) med ciffer-formede huller i stedet for for formede katoder.
Hver katode kan bringes til at lysgløde med den karakteristiske neon rødorange farve ved at anvende 170 volt jævnstrøm ved nogle få milliampere mellem en katode og anoden. Strømbegrænsning udformes typisk som en anode resistor på nogle få 10 tusinde ohm. Nixie-rør udviser negativ differentiel modstand ligesom andre gasudladningsrør og vil derfor bibeholde deres lysglød ved ned til typisk 20 V til 30 V under startlysglød spændingen.
Nixir-rørs middellevetid varierer fra omkring 5.000 timer for de tidligste typer, til så højt som 200.000 timer eller mere for nogle af de sidst introducerede.